# Remzie Osmani
Remzie Osmani (andere Schreibweise: Remzije Osmani, * 10. September 1971 in Mušutište, SFR Jugoslawien, heute Kosovo) ist eine albanische Volksmusikerin aus dem Kosovo. Sie gehört zu den erfolgreichsten und berühmtesten Interpretinnen der albanischen Folklore-Musik des Landes in der heutigen Zeit.

## Karriere
Ihren ersten Auftritt legte Osmani mit dem Lied Lute lute nëna bijën im Jahr 1977 hin. Schon früh wurde ihr Talent von ihren Musiklehrern Ibrahim und Mustafë Hamiti entdeckt und von ihrem Albanischlehrer Ali Selmanaj sehr unterstützt. In der Jugendzeit trat sie dem Kulturverein Afërdita ihres Heimatdorfes und später dem Verein Jehona in Theranda bei. Zusammen mit diesen Vereinen unternahm sie verschiedene Tourneen: bei Afërdita in Kosovo und nach Mazedonien im Jahr 1978 und bei Jehona im Jahr 1983.
Lulekuqja e Kosovës war ihr erstes Album und erschien 1984 in Zusammenarbeit mit dem Sänger Qamili i Vogël (Künstlername). Zwei Jahre später veröffentlichte sie mit Hilfe von Radio Televizioni i Prishtinës (RTP) ihr nächstes Album Kur bie Tupani i parë.
Im Jahr 2000 trat Remzie Osmani mit einer Folklore-Gruppe bei der Expo 2000 in Hannover auf.
In der Folge erschienen zwölf weitere Alben, wovon das letzte mit dem Titel Dikur im Jahr 2009 veröffentlicht wurde.

## Privates
Remzie Osmani ist verheiratet und Mutter von zwei Kindern. Auch ihr Bruder, Nexhat Osmani, ist ein erfolgreicher Volksmusiker, mit dem sie auch zusammengearbeitet und Lieder gesungen hat. Sie ist muslimischen Glaubens.

## Diskografie

### Alben (Auswahl)
- 1984: Lulekuqja e Kosovës
- 1986: Kur bie tupani i parë
- 1989: Kënga në zemër
- 1990: Qan Kosova për bijtë e vetë
- 1993: Të thërrasim Kosovës
- 1995: Pranverë e pajetë
- 1998: Për ju nga zemra
- 2000: Kosova mirë se të gjeta
- 2003: Kënga jeton
- 2004: Si t'i Them
- 2005: Kur zemra këndon
- 2007: Këngë malli
- 2008: Mollë e kuqe
- 2009: Dikur

### EPs
- 2021: Simpati Oj Dashuri (mit Nexhat Osmani)
- 2023: Kolazh (mit Nexhat Osmani)
- 2023: Potpuri (mit Nexhat Osmani)

### Singles (Auswahl)
- Kush të solli në lagjen time
- Kush ia banë vetit me sy
- Pse u ndamë
- Luj qyqek (mit Nexhat Osmani)
- Gjerdani I Dashurisë (mit Nexhat Osmani)
- Burri per 7 gra (mit Nexhat Osmani)
- Ditari (mit Nexhat Osmani)
- Ah moj grue (mit Nexhat Osmani)
- Mos U Kthe (mit Nexhat Osmani)
- Moj Dashni (mit Nexhat Osmani)
- Moj kunata (mit Shyhrete Behluli & Motrat Mustafa)
- Telat E Zemrës (mit Era Rusi)
- Dasma (mit Irkenc Hyka)
- O Bylbyl